# Mercado vacío
Mercado vacío es un término de uso común en microeconomía. Se refiere a una situación en la cual todo lo producido es comprado. Por lo tanto, es el máximo posible del excedente del consumidor y del productor a la vez. Poder Nótese que en casos de poder de mercado, como el monopolio, los oferentes buscan quedarse con el excedente de los consumidores
- Datos: Q6010672